# Sixto Agudo
Sixto Luis Agudo González (Torrijos, Toledo, 25 de agosto de 1916-Lérida, Lérida, 29 de junio de 2004) fue un militante comunista español y luchador contra la dictadura franquista.

## Biografía
Fue comandante del Ejército Popular de la República española y pasó por varios campos de concentración franquistas. Después fue miembro del Comité Central del PCE.
En febrero de 1944, fue detenido en Sevilla junto con el resto del comité regional del PCE que encabezaba, apenas un mes después de haber sido enviado allí desde el sur de Francia por Jesús Monzón, entonces máximo dirigente del PCE en Francia y en el interior de España.
Fue condenado a muerte, pero la pena fue conmutada por la de prisión, por lo que pasó largos años en las cárceles españolas, quedando libre en los años 60.
Fue alcalde de Alcampell de 1987 a 1995 y diputado en las Cortes de Aragón.
Casado con Ángeles Blanco Brualla, maestra de Alcampell y primera alcaldesa del PCE en Aragón.

## Obras de Sixto Agudo
- Por qué se perdió la República. Memorias 1916-1939, Zaragoza, UnaLuna,2001, ISBN 84-931601-1-3.
- Memorias, 1962-1996, Zaragoza, Institución Fernando el Católico, 1998, ISBN 978-84-7820-446-5.
- Los españoles en la resistencia francesa y su aportación a la lucha antifranquista, Zaragoza, UnaLuna, 2003, ISBN 978-84-931601-9-7.